# Crocidura hildegardeae
Crocidura hildegardeae (Землеройка Хильдегарды) — землеройка, описанная в 1904 году. Некоторые специалисты считают её подвидом мускусной землеройки Петерса, но в настоящее время она признана отдельным видом с диплоидным числом хромосом 2n = 52.
Это один из трёх видов мелких млекопитающих, названных британским зоологом Олдфилдом Томасом в честь антрополога Хильдегарды Беатрисы Хайнд.

## Описание
Землеройка Хильдегарды — вид среднего размера с длиной головы и тела около 70 мм, самцы немного крупнее самок. Волосы на крестце длиннее, чем в других частях спины, средне-коричневые с более тёмными кончиками, что придаёт общей шерсти цвет молочного шоколада. Нижние части тела бледно-коричневые, а конечности тёмно-коричневые, за исключением внутренней стороны задних конечностей, которые желтовато-коричневые. Хвост длинный (около 70 % длины головы и тела) и частично покрыт мехом, чёрный сверху и коричневый снизу.

## Ареал и статус
Этот вид из Центральной и Восточной Африки известен в Камеруна и к северу от реки Конго в Республике Конго и Демократической Республике Конго, на восток до Кении и Танзании. Он многочислен в сухих лесах в горных и горных районах, являясь наиболее распространённым видом землероек на высоте 1100 м в Танзании, но реже встречается во влажных лесах. В Руанде его среда обитания включает влажную саванну и возделываемые районы. Встречается как в первичном лесу, так и в вторичных зарослях. Международный союз охраны природы оценил его природоохранный статус как «вызывающий наименьшие опасения».

## Экология
Эта землеройка ведёт ночной образ жизни. Размножение происходит в июле и августе, в помёте обычно два детёныша. Хищниками этой землеройки являются мелкие плотоядные млекопитающие и гадюка Atheris nitschei.